# Golden Boys (televisieprogramma)
Golden Boys is een Nederlands televisieprogramma dat werd uitgezonden door SBS6. Het programma was een datingprogramma voor oudere mensen. Iedere aflevering stond een man op leeftijd centraal, onder leiding van presentator André Hazes jr. ging hij op zoek naar een nieuwe liefde.

## Format
Iedere aflevering stond een man op leeftijd centraal die op zoek was naar een nieuwe liefde, de deelnemers aan het programma waren gemiddeld boven de zestig jaar oud. Het programma werd gepresenteerd door André Hazes jr. en bestond uit de volgende rondes:

### Introductie
Een groep van circa vijftig vrouwen die zich voor het programma hebben aangemeld zien voor het eerst, via twee grote televisieschermen, een filmpje over de man die in die aflevering centraal staan. Aan de hand van het filmpje mogen de vrouwen beslissen of ze door willen naar de volgende ronde of dat ze naar huis gaan omdat ze zich niet aangetrokken voelen. De man waar het over gaat krijg hier niks van mee.

### Kennismaking
De vrouwen die zijn blijven zitten verzamelen zich in de hal van het kasteel, hier komt de man waar de aflevering omdraait de trap afgelopen en zien de beide partijen elkaar voor het eerst in levenden lijve. Vervolgens mogen de vrouwen alle vragen stellen die ze kunnen bedenken. Na de vragenronde verlaat de man weer de hal en mogen de vrouwen die geen interesse hebben vrijwillig het programma verlaten.

### Speeddaten
Vervolgens mag de man in een ruimte met verschillende televisieschermen waarmee hij in de ruimte kan kijken waar de overgebleven vrouwen zitten. Hier kan hij zonder dat de vrouwen het weten kijken wie hij het leukste vindt. Van de overgebleven vrouwen mag hij zes vrouwen kiezen waarmee hij wil speeddaten. Hierna begint het speeddaten en krijg elke vrouw een aantal minuten de tijd om tijdens een borreltje indruk op de man te maken. Van deze zes vrouwen gaan er uiteindelijk drie door naar de groepsdate.

### Groepsdate
De drie overgebleven dames mogen met z'n drieën rondkijken in het huis van de man. Vervolgens blijven de drie vrouwen bij de man thuis eten. Wat de vrouwen echter niet weten is dat naast het huis een busje staat waar een aantal familieleden meekijken hoe het gaat en wie ze het leukste vinden. De man mag afgezonderd van de vrouwen met zijn familie overleggen wie hij wil laten afvallen. Hierna blijven er twee vrouwen over die door gaan naar de volgende ronde.

### Laatste date
De laatste ronde is dat de man met elke vrouw apart op date gaat, de vrouw kiest wat ze voor de date gaan doen. Na deze twee dates keren ze terug naar het kasteel waar het allemaal begon. De twee vrouwen gaan elk naar een aparte kamer waarna de man bij elk in de kamer komt vertellen voor wie hij gekozen heeft. De vrouw die hij gekozen heeft krijg vervolgens één uur de tijd om te denken of zij ook met hem verder wil, als ze verder wil stapt ze in de geblindeerde auto. Vervolgens komt de geblindeerde auto voorrijden en doet de presentator de deur open waarna de man ziet of de vrouw ook voor hem gekozen heeft.
Als de vrouw ook voor hem gekozen heeft gaan ze zonder de camera's een weekendje weg, hiervan maak het koppel zelf een paar filmpjes die aan het einde van het programma te zien zijn.

## Achtergrond
Het programma werd oorspronkelijk in maart 2018 aangekondigd onder de naam Oudje zkt. vrouwtje met André Hazes jr. als presentator. De naam werd uiteindelijk veranderd naar Golden Boys. De eerste aflevering van het programma werd uitgezonden op maandag 3 september 2018 door SBS6 en werd bekeken door 432.000 kijkers. De tweede aflevering werd een week later bijna door 100.000 kijkers meer bekeken dan de eerste aflevering. Hierna schommelde de afleveringen gemiddeld rond de 500.000 kijkers.
Aan het einde van iedere aflevering stapt de vrouw in een geblindeerde auto zodat de man pas als de deur open gaat weet of ze er wel of niet in zit, wordt al jaren als opzet gebruikt in het programma Het Familiediner.